# 천지현
천지현(1999년 7월 2일 ~ )은 대한민국의 축구 선수이다. 포지션은 미드필더이다. 현재 김포 FC 소속이다.